# Vera Menchik

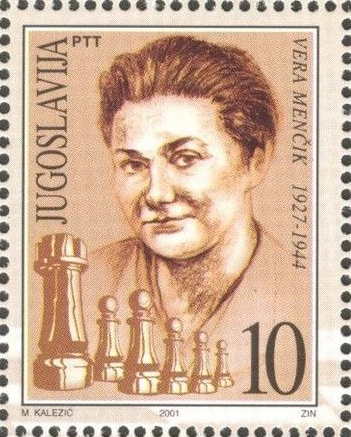
Znaczek jugosłowiański z portetem Very Menchik

Vera Menchik, cz. Věra Menčíková (ur. 16 lutego 1906 w Moskwie, zm. 27 czerwca 1944 w Londynie) – angielska szachistka pochodzenia czeskiego, pierwsza mistrzyni świata w szachach.

## Życiorys
Ojciec urodzonej w Moskwie Very był Czechem, a matka Angielką. W wieku piętnastu lat wraz z rodziną przeprowadziła się do Wielkiej Brytanii. Wkrótce zwróciła na siebie uwagę wygrywając szachowe mistrzostwa Wielkiej Brytanii dziewcząt. Jej talentem zainteresował się Géza Maróczy, który został jej trenerem. Regularny trening szachowy przyniósł rewelacyjne rezultaty. W 1927 roku Międzynarodowa Federacja Szachowa FIDE zorganizowała pierwsze mistrzostwa świata kobiet, które towarzyszyły olimpiadzie szachowej. Był to pierwszy międzynarodowy turniej szachowy kobiet w historii. Z jedenastu partii Menchik wygrała dziesięć i jedną zremisowała, odnosząc bezapelacyjne zwycięstwo w turnieju i zdobywając tytuł mistrzyni świata. Do wybuchu II wojny światowej FIDE zorganizowała jeszcze sześć turniejów o mistrzostwo świata kobiet, razem z kolejnymi olimpiadami od 1930 roku. Dominacja Menchik w kobiecych szachach była absolutna. Wygrała wszystkie turnieje, przegrywając jedną i remisując zaledwie cztery partie z rozegranych osiemdziesięciu trzech (licząc wszystkie siedem turniejów mistrzowskich).
Menchik jako jedyna kobieta była zapraszana do udziału w turniejach szachowej elity. Jej debiut w Karlowych Warach w 1929 roku nie wypadł okazale. W arcymistrzowskim turnieju (wygranym przez Arona Nimzowitscha przed Jose Raulem Capablanką) zajęła ostatnie miejsce, jednak zdołała wygrać dwie partie. W tym samym roku odniosła sukces na turnieju w Ramsgate, dzieląc z Akibą Rubinsteinem drugie miejsce, tylko o pół punktu za Capablanką. Wyprzedziła wówczas między innymi swojego trenera, Maróczego.  W 1932 roku zajęła drugie miejsce na turnieju w Londynie, w 1934 i 1935 roku odbierała trzecią nagrodę w Mariborze i Yarmouth. W swoim turniejowym dorobku miała wygrane partie z takimi szachistami jak: Max Euwe, Samuel Reshevsky, Frederick Yates i Mir Sultan Khan.
Według retrospektywnego systemu Chessmetrics, najwyżej sklasyfikowana była w maju 1929 r., zajmowała wówczas 52. miejsce na świecie (wśród mężczyzn).
Vera Menchik zginęła razem z matką i siostrą od wybuchu „latającej bomby”, pocisku V-1, podczas niemieckiego bombardowania Londynu, na południu miasta, przy 47 Gauden Road w dzielnicy Clapham. Jej siostra Olgą również była szachistką.
Zwycięstwa Very Menchik w turniejach o mistrzostwo świata:
| Rok  | Miejsce      | Wynik     |
| ---- | ------------ | --------- |
| 1927 | Londyn       | +10 -0 =1 |
| 1930 | Hamburg      | +6 -1 =1  |
| 1931 | Praga        | +8 -0 =0  |
| 1933 | Folkestone   | +14 -0 =0 |
| 1935 | Warszawa     | +9 -0 =0  |
| 1937 | Sztokholm    | +14 -0 =0 |
| 1939 | Buenos Aires | +17 -0 =2 |